# Зрачок

Зрачок человека

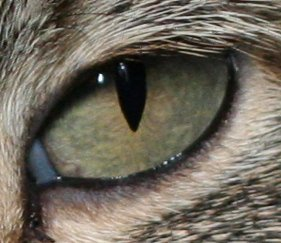
Кошачий зрачок

Зрачо́к (устар. зени́ца, лат. pupilla) — отверстие в радужной оболочке глаза позвоночных (обычно круглое или щелевидное), через которое в глаз проникают световые лучи.

## Функционирование

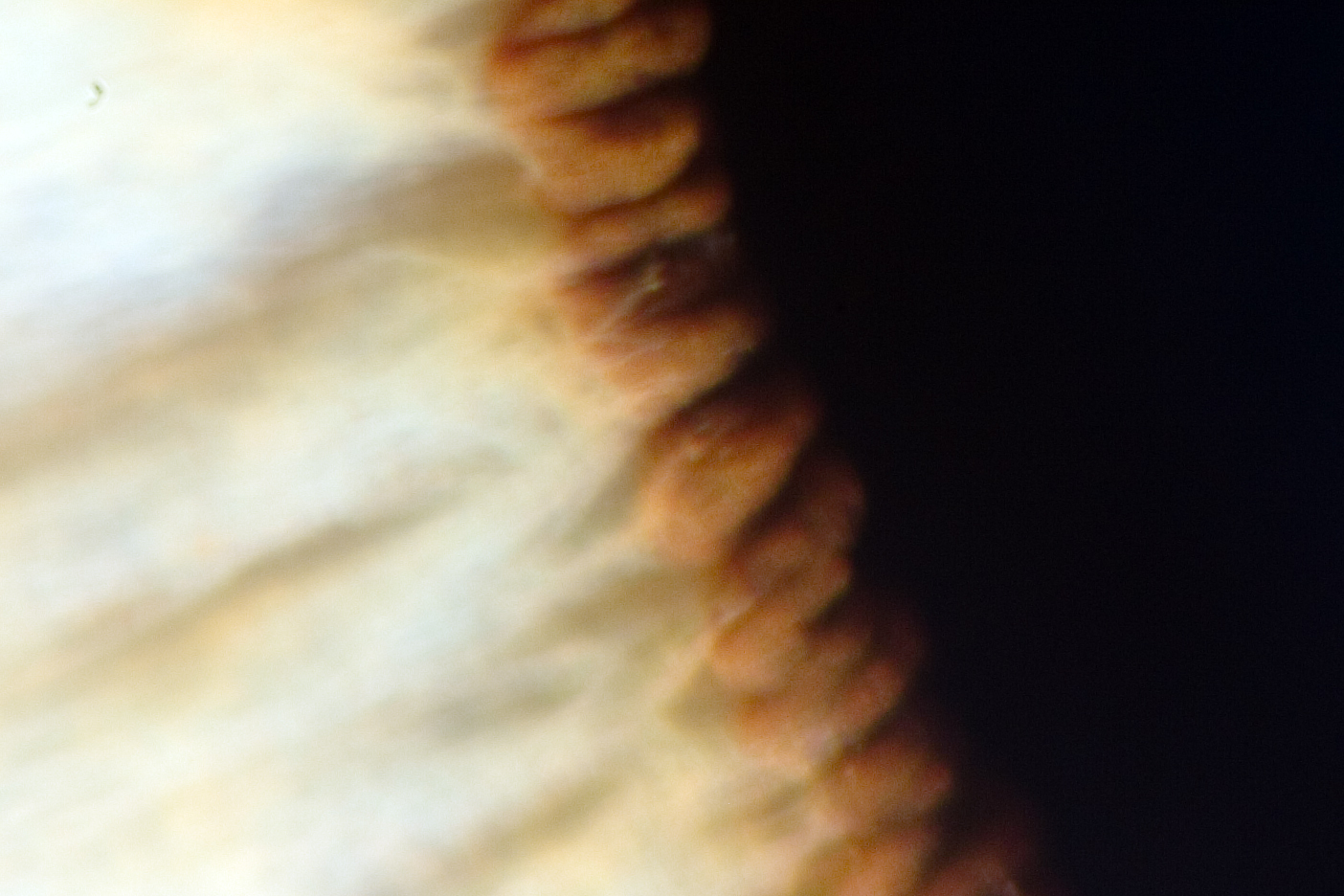
Дилататор зрачка

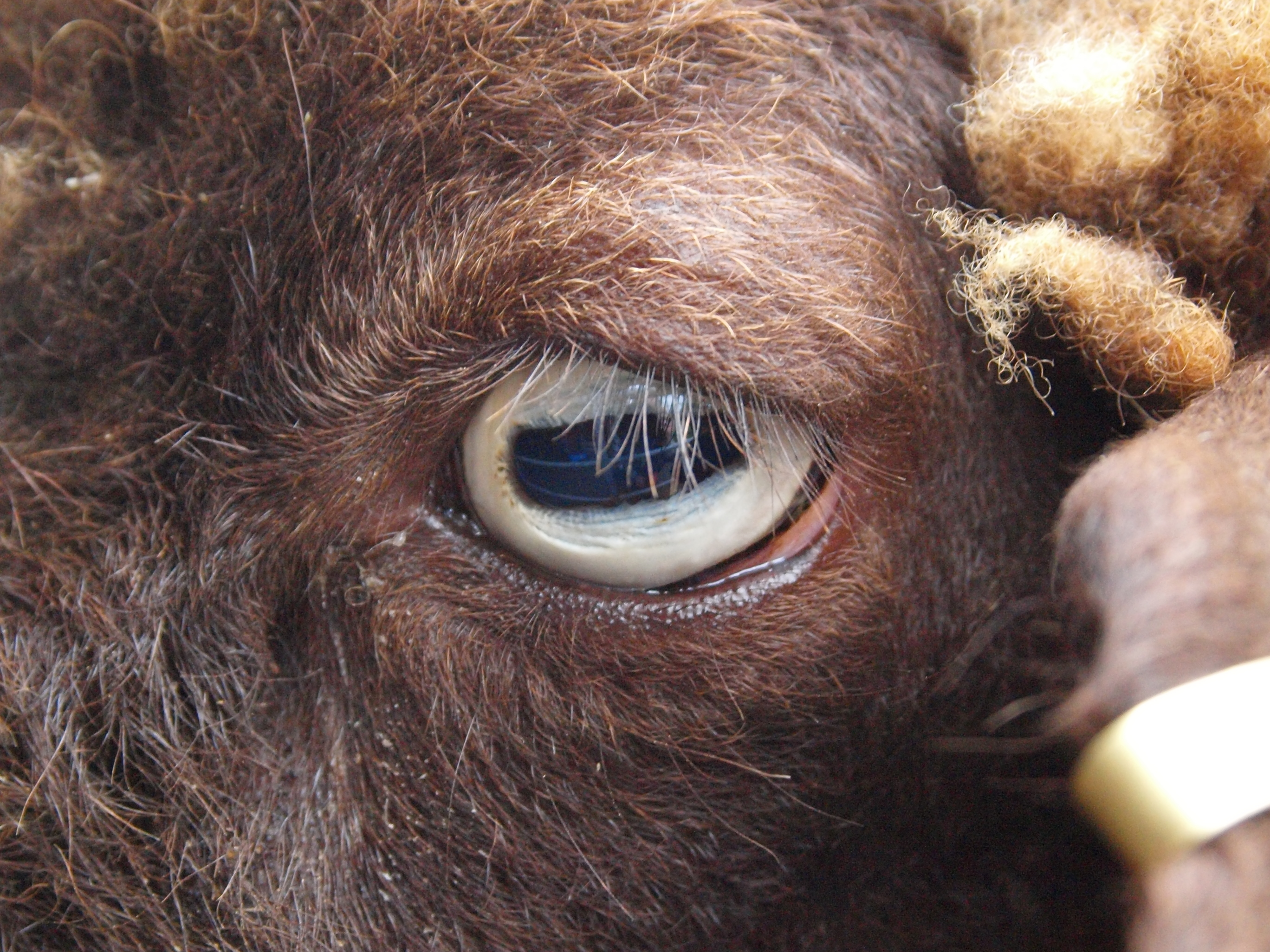
Зрачок овцы

За регулирование размеров зрачков отвечает автономная нервная система. Зрачки расширяются дилататором, управляемым симпатическими волокнами, сужаются сфинктером зрачка, управляемым парасимпатическими волокнами. У человека и других высших позвоночных изменение размеров зрачков осуществляется рефлекторно (зрачковая реакция), в зависимости от количества света, попадающего на сетчатку. При переходе от тусклого освещения к яркому зрачок сужается примерно через 5 секунд, а при обратном переходе — расширяется через 5 минут. У рыб и хвостатых земноводных зрачковая реакция выражена слабо или отсутствует.
Диаметр зрачка человека может изменяться от 1,1 до 8 мм. Изменение формы, размеров и скорости реакций зрачка имеют диагностическое значение при заболеваниях глаз. За счёт изменения размера зрачка человек может менять количество света, входящего в глаз, в 30 раз. В пожилом возрасте диаметр зрачка может изменяться от 5 до 7 мм, у молодых - от 1,5 до 8 мм.
Размеры зрачка изменяются в зависимости от ряда факторов: он расширяется в темноте, при эмоциональном возбуждении, болевых ощущениях, введении в организм симпатомиметических (адреналин, кокаин, амфетамины), галлюциногенных (ЛСД, мескалин) и антихолинергических препаратов (атропин), сокращается на ярком свету, от воздействия седативных препаратов типа алкоголя и опиоидов, а также ингибиторов ацетилхолинэстеразы.
У большинства копытных (в том числе коз и овец) зрачок горизонтальный.
У осьминогов зрачок горизонтальный и вогнутый, а у каракатиц он зигзагообразной формы.

## Значение длясистематики

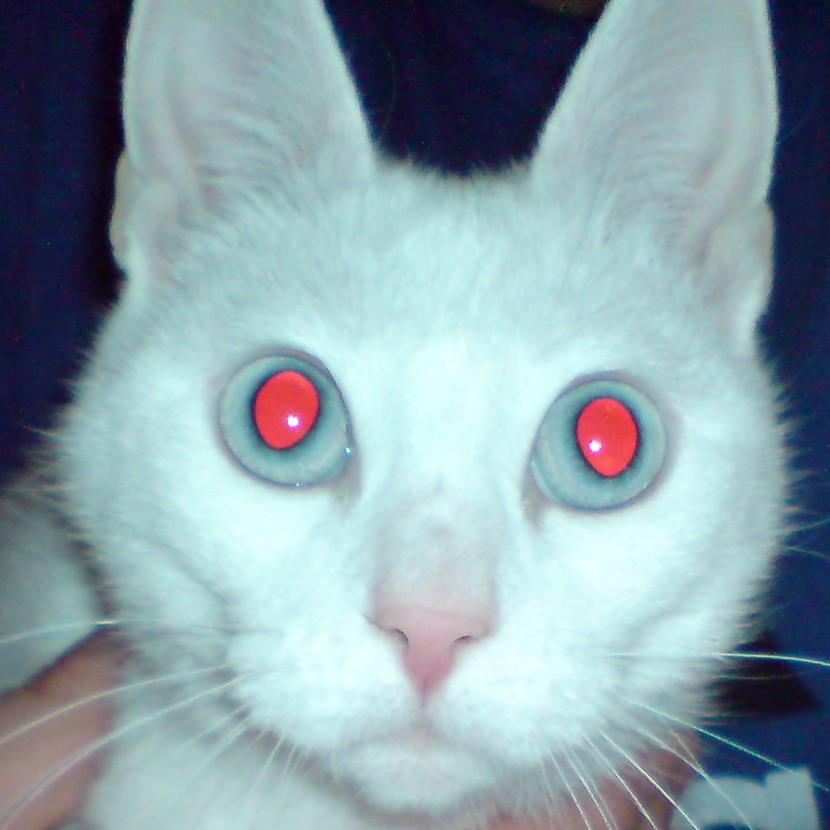
Эффект «красных глаз» у кошки

Форма, размер и положение зрачка у различных животных (зрачок бывает круглый, щелевидный, прямоугольный, вертикальный, горизонтальный, W-образный) являются систематическим признаком.